# Образовање на Кипру
Образовање на Кипру (енгл. еducation in Cyprus) надгледа Министарство просвете и културе.
Образовни систем је подељен на предшколско образовање (од 3 до 6 година), основно образовање (од 6 до 12 година), средње образовање (од 12 до 18 година) и високо образовање (од 18 година). Редовно образовање је обавезно за сву децу узраста од 5 до 15 година. Школовање које пружа држава, укључујући високо образовање, плаћа се порезом.
Постоји и паралелни систем акредитованог независног школовања и родитељи могу да одлуче да своју децу образују на било који погодан начин. Накнаде за приватне школе и универзитете држава обично не покрива.
Високо образовање често започиње четворогодишњом дипломом. Постдипломске студије укључују магистарске студије, било предаване или истраживачке, и докторат, степен истраживања који обично траје најмање три године. Универзитетима је потребна акредитација за издавање диплома.

## Основно образовање
У академској години 2014—2015 постојале су 334 основне школе са 48.796 ученика и 4.078 наставника.

## Високо образовање
Високо образовање пружа мрежа државних и приватних универзитета и високих школа. Приватни универзитети су први пут акредитовани 2005. године и за њих је потребна посебна лиценца за рад и доделу диплома. Ово је утврђено законом о приватним универзитетима из 2005. године.

### Јавни универзитети
1. Универзитет на Кипру[4]
2. Отворени универзитет на Кипру[5]
3. Технолошки универзитет на Кипру[6]

### Приватни универзитети
1. Европски универзитет на Кипру[7]
2. Универзитет Фредерик[8]
3. Универзитет Неаполис[9]
4. Универзитет Ланкариш[10]

### Приватни колеџи
1. Универзитет Никозија[11]
2. Универзитет Ледра[12]
3. Кипарски институт за маркетинг Никозија[13]
4. Кипарски међународни институт за менаџмент[14]

### Техничко и стручно образовање и обука
Техничко и стручно образовање и обука баве се вишеструким захтевима економске, социјалне и животне средине помажући младим људима и одраслима да развију вештине потребне за запошљавање, достојан рад и предузетништво, промовишући правичан, инклузиван и одржив економски раст и подржавајући транзиције до зелене економије и одрживости животне средине.
Кипарска управа за развој људских ресурса је тело задужено за управљање фондовима за обуку на Кипру. Систем се ослања на доприносе које плаћају сви запослени, осим самозапослених и државних радника. По закону, стопа наплате за развој људских ресурса не може прелазити 1% накнаде која се исплаћује сваком запосленом. У пракси је стопа наплате 0.5% од платне листе, са месечним ограничењем од 4.533 €.
ХРДА издаје донације послодавцима за одобрену обуку, као и додатке за полазнике и финансијску помоћ за набавку опреме за обуку. ХРДА покрива 80% трошкова обуке, повећавајући се на 100% за програме високог приоритета обуке за више компанија.